# بونتيكورفو
بونتيكورفو هي مدينة وبلدية تقع في مقاطعة فروزينوني بمنطقة لاتسيو في إيطاليا، ويبلغ عدد سكانها حوالي 13,200 نسمة.

## تاريخ
تقع القرية أسفل Rocca Guglielma، وهو حصن من العصور الوسطى مبني على نتوء صخري حصين. يُشتق اسم القرية من "pons curvus"، أي "الجسر المنحني"، والذي لا يزال يمكن رؤيته ممتدًا فوق نهر ليري في وسط المدينة التي تطورت حول هذا الجسر خلال العصور الوسطى. كان تصميم الجسر المنحني يهدف إلى حماية أرصفته من الخشب العائم الذي قد يصطدم بها أثناء الفيضانات. هناك أيضًا تفسير شعبي لاسم القرية مرتبط بكلمة "corvo" التي تعني "الغراب"، والذي كان رمزًا لـ "الرهبان السود" البينديكتينيين في دير مونتي كاسينو الذي يقع ضمن الأراضي العلمانية المعروفة بـ Terra Sancti Benedicti. يظهر هذا الرمز في شعار المدينة الحديث، الذي يصور غرابًا فوق جسر منحني.
في العصر الروماني، كانت المنطقة الزراعية تحت حكم مدينة أكوينوم، وهي مدينة أكينو الحالية. وقد تم العثور على بعض الآثار الرومانية في موقع فيلا تقع في منطقة سانت أوليفا. يعود تاريخ البلدية في العصور الوسطى إلى عام 860، عندما قام رودوالدو، الحاكم اللومباردي لأكينو، ببناء النسخة الأولى من التحصينات المسورة على الجبل بهدف حماية رأس الجسر من الهجمات المحتملة من قبل المتطفلين المسلمين القادمين عبر نهر ليري.
يبدو أن كنيسة القلعة كانت مكرسة للقديس بارتولوميو، حيث شُيدت أقدم كاتدرائية مكرسة له فوق أنقاض القلعة اللومباردية، وكان برج الجرس إعادة بناء لبرج القلعة. تطورت منطقتان تعودان للعصور الوسطى، وهما منطقة تشيفيتا داخل الأسوار ومنطقة باستينا في الأراضي الخضراء بين أسوار المدينة والنهر.
كانت المستوطنة الصغيرة حول الجسر جزءًا من مقاطعة كابوا، حيث أقام لويس الثاني، الإمبراطور الروماني المقدس، معسكره في بونتيكورفو عام 866 خلال حملاته ضد المسلمين. وفي عام 960، تمكن أتينولف من ضم بونتيكورفو إلى مقاطعة أكينو، وبعد وفاته، قُسمت أراضيه لتشكل مقاطعة أكينو ومقاطعة بونتيكورفو.
في عام 1065، غزا النورمان المنطقة وضموا بونتيكورفو إلى مقاطعة جيتا النورمانية. ومع ذلك، في عام 1105، قام رئيس دير مونتي كاسينو بشراء بونتيكورفو واحتفظ بالسيطرة عليها بشكل غير مستقر لأكثر من أربعة قرون. في عام 1190، صدر أول قانون جماعي للمدينة، وهو من أقدم القوانين في مملكة نابولي، مما يشير إلى مرحلة جديدة من الثقة المدنية. خلال هذه الفترة، خضعت بونتيكورفو لفترات متقلبة؛ حيث حُكمت لفترة وجيزة من قبل روجر الثاني ملك صقلية، وطالبت بها البابوية، وتعرضت للنهب على يد شارل أنجو. خلال الانشقاق الغربي، تحالفت بونتيكورفو مع البابا المزيف كليمنت السابع، معارضةً السلطة المحلية في مونتي كاسينو.

علم جمهورية بونتيكورفو، 1820

رغم أنها كانت جزءًا من أراضي مملكة نابولي، أصبحت بونتيكورفو جيبًا تابعًا للدولة البابوية منذ عام 1463، حين وضعت المدينة نفسها تحت الولاية القضائية للبابوية. استمر هذا الوضع حتى استولى عليها الجيش الفرنسي خلال الحروب النابليونية. في عام 1805، وبعد تتويج نابليون ملكًا على إيطاليا، أسس إمارة بونتيكورفو وجعلها إمارة تابعة لجنراله جان بابتيست برنادوت، الذي أصبح لاحقًا الملك تشارلز الرابع عشر ملك السويد والثالث ملك النرويج. كانت الإمارة تتمتع بسيادة اسمية، لكن كان يتعين على الأمير أداء قسم الولاء للملك.
لم يستمر هذا الوضع طويلاً؛ ففي عام 1815 عادت بونتيكورفو إلى سيطرة الولايات البابوية. وفي عام 1820، أعلنت "جمهورية" بونتيكورفو انفصالها عن الدولة البابوية، لكنها عادت إلى الحكم البابوي في مارس 1821. وفي عام 1860، انضمت بونتيكورفو إلى بينيفينتو، الجيب البابوي الآخر في جنوب إيطاليا، في اتحاد مع مملكة إيطاليا الجديدة.

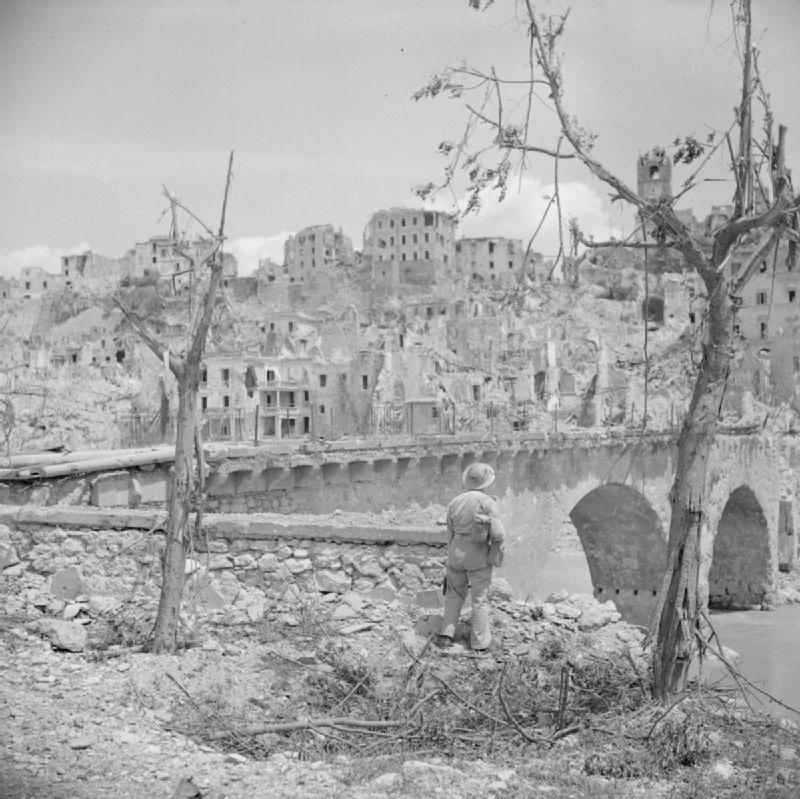
أطلال بونتيكورفو بعد القتال بين قوات الحلفاء والقوات الألمانية، مايو 1944

تعرضت مدينة بونتيكورفو للدمار خلال الحرب العالمية الثانية، وأعيد بناؤها لاحقًا على الطراز الحديث.

## روابط خارجية
- الألقاب والشعارات النابليونية
- بوابة بونتيكورفو
- (La Ciociaria) Pontecorvo e la sua storia نسخة محفوظة 7 يونيو 2019 على موقع واي باك مشين.